# Satyrichthys
Satyrichthys is een geslacht van straalvinnige vissen uit de familie van pantserponen (Peristediidae).

## Soorten
- Satyrichthys adeni (Lloyd, 1907)
- Satyrichthys amiscus (Jordan & Starks, 1904)
- Satyrichthys clavilapis Fowler, 1938
- Satyrichthys engyceros
- Satyrichthys hians (Gilbert & Cramer, 1897)
- Satyrichthys isokawae Yatou & Okamura, 1985
- Satyrichthys lingi (Whitley, 1933)
- Satyrichthys longiceps Fowler, 1943
- Satyrichthys magnus Yatou, 1985
- Satyrichthys moluccensis (Bleeker, 1850)
- Satyrichthys piercei Fowler, 1938
- Satyrichthys quadratorostratus (Fourmanoir & Rivaton, 1979)
- Satyrichthys rieffeli Kaup, 1859
- Satyrichthys serrulatus (Alcock, 1898)
- Satyrichthys welchi Herre, 1925